# Marcolès
Marcolès é uma comuna francesa na região administrativa de Auvérnia-Ródano-Alpes, no departamento de Cantal. Estende-se por uma área de 51,83 km². Em 2010 a comuna tinha 665 habitantes (densidade: 12,8 hab./km²).